# Coccophagus albicoxa
Coccophagus albicoxa är en stekelart som beskrevs av Howard 1911. Coccophagus albicoxa ingår i släktet Coccophagus och familjen växtlussteklar. Inga underarter finns listade i Catalogue of Life.